# 384. Infanterie-Division (Wehrmacht)
La 384. Infanterie-Division fu una divisione dell'esercito tedesco attiva durante la seconda guerra mondiale che venne creata nel 1942 e fu schierata lungo il fronte orientale dove fu distrutta nel 1944.

## Storia
La divisione fu costituita il 10 gennaio 1942, nell'area di addestramento militare di Königsbrück e fu trasferita sul fronte orientale all'Heeresgruppe Süd a partire dall'11 marzo 1942; prese parte alla battaglia di Kharkov nel maggio 1942 e raggiunse il Donec il 19 maggio. Il 21 maggio dovette dare il cambio alla 14. Panzer-Division, che era avanzata verso Balakleja, e assumere la protezione laterale di questa divisione corazzata, occupando e mantenendo la posizione su alcuni villaggi. Il 9 giugno ricevette l'ordine di spostarsi verso la zona di Merefa, schierandosi nel settore di Balakleja, sostituendo la 62. Infanterie-Division, per poi avanzare su Kupyansk, l'Oskol ed il Don, occupando la sezione della 305. Infanterie-Division che andava dall'estuario di Boguchar all'estuario di Kalitva. Il 23 luglio, la divisione fu sostituita dalla 294. Infanterie-Division e poi marciò verso est dove si scontrò diverse volte con le truppe dell'armata rossa. Il 15 agosto 1942 la divisione avanzò sul Don, in direzione di Stalingrado e combatté in diverse battaglie contro i sovietici.
Il 19 novembre 1942 iniziò l'operazione Urano per circondare la 6. Armee a Stalingrado, la divisione dovette quindi ripiegare insieme alla 44. Infanterie-Division, attraversando il Don fino all'istmo con il Volga. All'inizio di dicembre la divisione fu mandata per alcuni giorni in riserva, durante questo periodo le parti della divisione che erano ancora in grado di combattere furono divise tra le altre divisioni, sotto forma di gruppi di combattimento, mentre gli elementi non combattenti furono spostati in Francia settentrionale, dove iniziò la ricostruzione della divisione.
I resti del gruppo di combattimento furono trasferiti in Francia e servirono come base per la divisione appena formata. Le prime unità della nuova divisione furono assemblate nella zona di Saint Omer, per completare la sua formazione fu spostata in Bretagna, nella zona tra Carnac e Saint-Nazaire, dove fu impiegata per la protezione costiera. Alla fine di ottobre 1943 la riorganizzazione della divisione fu completata e fu trasportata nuovamente sul fronte orientale, dove all'inizio di novembre 1943 fu schierata lungo il Dnepr a sud-est di Kirovograd. Dopo circa 3 settimane di tranquillità, la divisione fu colpita da una forte offensiva sovietica, subendo perdite significative, ma nonostante ciò riuscì a mantenere l'area fino al 9 marzo 1943. La divisione combatté e si ritirò per Vosnesensk, andando verso Tiraspol; in questo periodo fu impiegata in diverse battaglie. Si ritirò ulteriormente in Transnistria e oltrepassò il Dniester vicino a Tighina il 10 aprile 1943 e fu schierata per la difesa sull'altra sponda, dove fermò l'avanzata sovietica. Dopo che sul fronte tornò un po' di calma, la divisione fu spostata un po' più a nord e tra il maggio ed il giugno 1943, in modo tale che fu anche rinfrescata. L'offensiva russa in Romania iniziò il 20 agosto 1944 ed il 26 agosto 1944 la divisione fu completamente annientata; alcune sue unità riuscirono a raggiungere il Prut vicino a Leova e lì furono fatte prigioniere ed i resti rimanenti andarono alla 76. Infanterie-Division ed alla 15. Infanterie-Division.

## Ordine di battaglia
- Infanterie-Regiment 534
- Infanterie-Regiment 535
- Infanterie-Regiment 536
- Artillerie-Regiment 384
- Feldersatz-Bataillon 384
- Panzerjäger-Abteilung 384
- Aufklärungs-Abteilung 384
- Füsilier-Bataillon 384
- Pionier-Bataillon 384
- Infanterie-Divisions-Nachrichten-Abteilung 384
- Infanterie-Divisions-Nachschubführer 384[1]

## Decorazioni
Alcuni soldati della 384. Infanterie-division furono premiati per le loro azioni in guerra:
- Croce Tedesca
  - in oro: 4
- Croce di Cavaliere della croce di ferro: 3
  - Croce di Cavaliere con foglie di quercia: 1
- Distintivo per combattimenti ravvicinati:
  - in argento: 1

## Comandanti
- Generalmajor Kurt Hoffmann (10 gennaio 1942 - 13 febbraio 1942)
- Generalleutnant Eccard von Gablenz (13 febbraio 1942 - 16 gennaio 1943)
- Generalmajor Hans Dorr (16 gennaio 1943 - 24 febbraio 1943)
- Generalleutnant Hans de Salengre-Drabbe (24 febbraio 1943 - ottobre 1944)[1]